# Ebikon
Ebikon (schweizerdeutsch: Äbike) ist eine politische Gemeinde im Wahlkreis Luzern-Land des Kantons Luzern in der Schweiz.

## Geographie
Ebikon liegt im Rontal und ist eine Vorortsgemeinde der Stadt Luzern. Zum Gemeindegebiet gehören neben dem oberen Rontal auch der grösste Teil des Rotsees und der Ortsteil Rathausen, der an der Reuss liegt.
Im Westen liegt der Hundsrüggen mit dem Sädelwald. Nördlich davon fliesst die Reuss vorbei und bildet die nördliche Gemeindegrenze. Der Ausfluss des Rotsees heisst Ron und gibt dem Tal den Namen. Die Ron fliesst stets in nordöstlicher Richtung dem ganzen Dorf entlang, parallel zur weiter nördlich fliessenden Reuss.
Südlich von Ebikon erheben sich der Hombrig (684 m ü. M.), Äbrüti (552 m ü. M.), Ober Äbrüti (694 m ü. M.) und der Dotteberg (750 m ü. M.). Der höchste Punkt der Gemeinde liegt etwas oberhalb von Ober Äbrüti auf 694 m ü. M., der tiefste am Rotsee auf 419 m ü. M. Von der Gemeindefläche werden 33,8 % landwirtschaftlich genutzt, weitere 23,3 % sind bewaldet. 35,9 % sind Siedlungsfläche und 7,0 % unproduktive Fläche (Stand 2015/16).
Ebikon grenzt an die Stadt Luzern, an Emmen, Buchrain, Dierikon und Adligenswil.

## Bevölkerung
Die Einwohnerzahl wuchs bis 1860 kontinuierlich an (1798–1860: + 75,2 %). Nach einem Rückgang im Jahr 1870 folgte ein bis heute andauerndes Bevölkerungswachstum. Bis 1910 war dieses eher mittelmässig (1880–1910: + 57,8 %), dann bis 1950 mittelstark (1910–1950: + 110,3 %). Das Bauerndorf zwischen Luzern und Zug an der Eisenbahnstrecke Luzern-Zürich veränderte sich stark durch Ansiedlung von Unternehmen. Nach dem Zweiten Weltkrieg folgte bis 1990 ein extremes Wachstum, und die Gemeinde verstädterte (1950–1990: + 8061 Personen oder + 268,1 %). Nach einer Dekade schwachen Wachstums in den 1990er-Jahren verstärkte sich der Bevölkerungsanstieg seit der Jahrtausendwende wieder (2000–2016: + 17,6 %).
Quellen: 1798–1837: Helvetische und kantonale Volkszählungen; Bundesamt für Statistik; 1850 bis 2000 Volkszählungsergebnisse, 2010 ESPOP, seit 2011 STATPOP

### Sprachen
Die Bevölkerung spricht als Alltagssprache eine hochalemannische Mundart. Bei der letzten Volkszählung 2000 gaben 86,50 % Deutsch, 3,02 % Serbokroatisch und 2,92 % Italienisch als Hauptsprache an.

### Religionen – Konfessionen
Die Bevölkerung war bis zur Gründung der modernen Schweiz geschlossen römisch-katholisch. Durch Einwanderung aus anderen Kantonen der Schweiz und aus dem Ausland, wie auch die immer grösser werdende Zahl der Konfessionslosen hat sich dies gewandelt. 43,7 % der Bevölkerung sind Römische-Katholiken und 8,0 % Evangelisch-Reformierte (Stand Ende 2023).

### Herkunft – Nationalität
Ende 2022 zählte die Gemeinde 14'469 Einwohner. Davon waren 10'997 Schweizer Staatsangehörige und 3'472 (= 24,0 %) Menschen anderer Staatsangehörigkeit. Die grössten Zuwanderergruppen kommen aus Deutschland (511 Menschen), Italien (449), dem Kosovo (273), Portugal (256), Serbien (204), der Türkei (180), Kroatien (111), Nordmazedonien (104), Bosnien und Herzegowina (100) und Spanien (79). 618 Personen kommen aus anderen europäischen Ländern, 675 aus aussereuropäischen Nationen, und 12 Personen sind staatenlos oder unbekannter Herkunft.

### Söhne und Töchter der Gemeinde
- Caspar Joseph Schwendimann (1721–1786); Medailleur, Bossierer und Kupferstecher
- Josef Jakob Xaver Pfyffer zu Neueck (1798–1853); Beamter, Politiker und Autor
- Alois Kopp (1827–1891); Politiker und Richter
- Joseph Balmer (1914–2006); Historiker und Indianer-Experte
- Mix Weiss (1924–2014); Journalistin und Schriftstellerin
- Yvonne Schärli-Gerig (* 1952); Politikerin
- Grégory Rast (* 1980); Radrennfahrer

## Geschichte
Das Gebiet der Gemeinde Ebikon wurde schon von den Alemannen bewohnt. Dies ist durch das Auffinden von Allemannengräbern bezeugt, welche beim Bau der Kantonsstrasse 1852 im Gebiet Hofmatt gefunden wurden.

Luftbild (1970)

853 schenkte Ludwig der Deutsche dem Kloster Fraumünster in Zürich, dem seine Tochter Hildegard als Äbtissin vorstand, ausgedehnte Ländereien. Dazu gehörte u. a. das Gebiet der heutigen Gemeinde Ebikon. Die marcha abinchova war ursprünglich das Land des alemannischen Siedlers Ebo und seiner Sippe. Aus marcha abinchova (lateinisch) wurde im lokalen Dialekt Ebinkofen (Höfe der Ebinger) oder Ebinkon (Sippe des Ebo).
Im 14. Jahrhundert stand Ebikon unter der Herrschaft von Habsburg-Österreich. Die Stadt Luzern dehnte sich immer mehr aus, und ab 1415 setzte sie in Ebikon offiziell einen Vogt ein. Im Jahr 1417 empfing Ebikon den deutschen Kaiser Sigismund, ein Ereignis, von dem noch heute das Sigismundkreuz zeugt. Zwischen 1472 und 1848 stand Ebikon unter der Hoheit von Luzern.
Im Jahr 1805 wurde das erste Schulhaus gebaut und 1819 der erste Gemeinderat gewählt. Während des Sonderbundskrieges wurde Ebikon 1847 militärisch besetzt. 1863 wurde das neue Schulhaus gebaut, das heute noch die Schuldienste beherbergt.
Die Bahnstrecke durch Ebikon wurde von der Schweizerischen Ostwestbahn 1858 bis 1861 gebaut. Die Bahnlinie Zug–Luzern wurde 1864 eröffnet.
Im Ortsteil Rathausen entstand 1245 ein Zisterzienserkloster, das 1848 im Zuge der Säkularisation aufgehoben wurde. Das Gebäude wurde von 1849 bis 1867 als kantonales Lehrerseminar genutzt. 1883 wurde im ehemaligen Kloster die Erziehungsanstalt Rathausen eingerichtet, die sich zu einem der grössten Kinderheime der Schweiz entwickelte. Ende der 1980er-Jahre wurde der Heimbetrieb eingestellt.
In den 1950er-Jahren entwickelt sich Ebikon von einem stattlichen Bauerndorf zu einem Industriedorf. 1957 baut Schindler seine Fabrik zur Herstellung von Aufzugsanlagen in Ebikon. 1972 wurde der erste Baumarkt der Schweiz in Ebikon eröffnet.
Ab 1987 konnte sich Ebikon mit Erreichen der Marke von 10'000 Einwohnern als Stadt bezeichnen.

## Politik
Ebikon, als Gemeinde des seit dem 18. Jahrhundert eher christlich-konservativen Kantons Luzern, ist immer noch eine Stammgemeinde der Mitte. Bei der Abstimmung über die Verabschiedung der Bundesverfassung 1848 gab es in Ebikon 57 Ja-Stimmen, zu 125-Nein Stimmen. Damit sagten 68,7 Prozent aller Stimmberechtigten Personen in Ebikon Nein zu der ersten Verfassung des heutigen Bundesstaates. Ebikon gilt als die politische Durchschnittsgemeinde der Schweiz, da die Abstimmungsergebnisse seit 1981 fast immer dem Ergebnis auf nationaler Ebene entsprechen.

### Gemeinderat
Der Gemeinderat von Ebikon besteht aus fünf Mitgliedern, die alle vier Jahre gewählt werden.
Dieser setzt sich wie folgt zusammen (Legislatur 2024–2028):
- Daniel Gasser (Die Mitte), Gemeindepräsident, im Amt seit 2012.
- Susanne Troesch-Portmann (Die Mitte), Ressort Finanzen, im Amt seit 2016
- Hans Peter Bienz (parteiunabhängiges Mitglied Die Mitte), Ressort Planung & Bau, im Amt seit 2016
- Mark Pfyffer (FDP), Ressort Gesellschaft & Soziales, im Amt seit 2020
- André Renggli (SP), Ressort Bildung, im Amt seit 2024

### Einwohnerrat
- Grüne: 2
- SP: 5
- GLP: 2
- Mitte: 10
- FDP: 5
- SVP: 6

Am 28. April 2024 hat die Gemeinde erstmals einen 30-köpfigen Einwohnerrat gewählt; die konstituierende erste Sitzung fand am 3. September 2024 statt. Dies, nachdem sich die Bevölkerung der Gemeinde im September 2020 mit einem Ja-Stimmenanteil von 77,6 Prozent für die Schaffung eines solchen Rates ausgesprochen hat. Die daraufhin überarbeitete Gemeindeordnung wurde am 13. Februar 2022 mit einem Ja-Stimmenanteil von 81,6 Prozent angenommen.
Bei den Einwohnerratswahlen 2024 betrugen die Wähleranteile in Ebikon: Die Mitte 30,6 %, SVP 20 %, FDP (einschliesslich FDP-Erfahrung) 17,5 %, SP 15,7 %, Grüne 9,1 %, glp 6,1 %, mitenand-natürlich 0,9 %.
| Partei | Sitze 2024–2027 | Sitze 2027–2030 |
| ------ | --------------- | --------------- |
| SVP    | 6               | -               |
| SP     | 5               | -               |
| Mitte  | 10              | -               |
| Grüne  | 2               | -               |
| GLP    | 2               | -               |
| FDP    | 5               | -               |

### Kantonsratswahlen
Bei den Kantonsratswahlen 2023 des Kantons Luzern betrugen die Wähleranteile in Ebikon: Die Mitte (einschliesslich Junge Mitte) 26,02 %, SVP 23,64 %, SP (mit JUSO) 17,05 %, FDP 13,49 %, Grüne (mit JG und GrüneUnt) 10,50 %, glp (mit JGLP) 8,80 % und EVP 0,48 %.

### Nationalratswahlen
Bei den Schweizer Parlamentswahlen 2023 betrugen die Wähleranteile in Ebikon: Die Mitte 28,2 %, SVP 25,9 %, SP 15,7 %, FDP 11,3 %, Grüne 8,4 %, glp 6,6 %.

## Verkehr und Entwicklung
Auf Gemeindegebiet von Ebikon befinden sich zwei Bahnstationen, beide an der Bahnstrecke Zug–Luzern gelegen: Der Bahnhof Ebikon und die Haltestelle Buchrain. Die vorgängig erwähnten Bahnhöfe werden im Halbstundentakt durch die Linie S1 (Sursee-Luzern-Rotkreuz-Zug-Baar) bedient. Am Bushub Ebikon übernehmen mehrere Buslinien die Feinverteilung:
Nebst der Trolleybuslinie 1 (Obernau-Kriens–Luzern Bahnhof–Maihof-Ebikon Bahnhof-Ebikon Fildern) und der Autobuslinie 30 (Littau Bahnhof-Kantonsspital-Ebikon Bahnhof) sind es die Linien 22 (Ebikon Bahnhof–Buchrain–Perlen-Gisikon Root Bahnhof), 23 (Ebikon Bahnhof–Dierikon–Root-Gisikon Root Bahnhof-Gisikon Weitblick), 26 (Luzern Brüelstrasse–Adligenswil Dorf–Unterlöchli–Ebikon–Ottigenbühl). Oben genannte Linien werden alle von den Verkehrsbetrieben Luzern (vbl) betrieben.
Ebenfalls ab Ebikon Bahnhof verkehrt die von der Auto AG Rottal betriebene Linie 111 (Ebikon Bahnhof-Fildern-Inwil-Waldibrücke Bahnhof).
In den Nächten Freitag/Samstag und Samstag/Sonntag sowie zu speziellen Anlässen (z. B. Fasnacht) werden Ebikon sowie die Nachbargemeinden mit der Nachtstern-Linie N1 (Obernau-Kriens-Luzern Bahnhof–Ebikon-Buchrain-Perlen–Root-Gisikon Root Bahnhof-Dierikon-Ebikon-Luzern Bahnhof-Kriens-Obernau) erschlossen. Wobei die Bedienung der Gemeinden Buchrain, Perlen, Root, Gisikon und Dierikon in einer grossen, nur in einer Richtung befahrenen Schlaufe erfolgt.
Ebikon liegt an der Hauptstrasse Luzern-Zug. Diese ist vor allem in den Verkehrsspitzen völlig überlastet. Um die Hauptstrasse zu entlasten, hat das Luzerner Stimmvolk am 25. September 2005 zugestimmt, an der A14 für 100 Millionen Franken einen Autobahnanschluss Buchrain auf dem Gemeindegebiet von Dierikon zu bauen. Der Anschluss und die Zubringerstrecke mit dem 891 m langen Tunnel gingen am 22. Juni 2011 in Betrieb. Auf Ebikoner Gemeindegebiet liegen die Verzweigung Rotsee der A2/A14 und teilweise der Autobahnanschluss Emmen-Süd. Allerdings ist dieser nur indirekt via Schlossberg (Stadt Luzern) mit der durch Ebikon führenden Hauptstrasse verbunden.
Die Ebikoner Stimmbürger haben sich im Februar 2005 für die Umzonung eines Industriegebietes an der Grenze zu Dierikon ausgesprochen und somit den Bau eines überregionalen Freizeit- und Einkaufkomplexes Ebisquare gutgeheissen. Nach dem Rückzug des französischen Hauptinvestors 2009 übernahm 2011 die Halter AG die Rechte für die Realisierung des Projekts. Das Projekt erfuhr daraufhin einige Anpassungen und wurde in Mall of Switzerland umbenannt. Der Spatenstich für das Einkaufszentrum, das über 150 Geschäfte, Restaurants und Bars sowie 12 Kinosäle und einen Wellness-, Fitness- und Spa-Bereich enthalten sollte, war am 11. Juni 2014. Die Mall wurde am 28. September 2017 eröffnet, als Ankermieterin soll die Migros auftreten, welche neben dem Supermarkt auch ein Sportgeschäft und das Fitnesscenter betreibt. Zur Erschliessung der Mall of Switzerland wurde per 2020 die Verlängerung der Trolleybuslinie 1 zum Einkaufszentrum eröffnet.

## Kultur
Mit über 70 Vereinen verfügt die Gemeinde über ein breites Angebot an Freizeitmöglichkeiten. Typisch für eine Luzerner Gemeinde sind die zahlreichen Guggenmusigen, die an verschiedensten Anlässen während der Fasnacht auftreten, unter anderem dem Ebikoner Fasnachtsumzug, welcher jeweils am Güdisdienstag stattfindet.
Seit 1979 besitzt Ebikon eine Bibliothek, in der über 20'000 Medien (Stand 2017) zur Verfügung stehen.
Der Verein Kunst.Kultur veranstaltet Kammerkonzerte in der Kunstkeramik Ebikon.
Zu Beginn des Jahres 2008 wurde das Jugendhaus Phönix eröffnet.
In der Kultursonne finden ganzjährlich Konzerte und andere Veranstaltungen statt, diese werden vom Verein Kultursonne Ebikon organisiert.
Am 24. Juni 2023 wurde der Pumptrack im Schmiedhofpark feierlich eröffnet. Dieser wurde durch Spenden und Sponsoring finanziert und ist öffentlich zugänglich.

## Bildung
Es gibt neun Kindergärten (Ausserschachen, Feldmatt, Fildern, Halte, Höfli, Innerschachen, Schmiedhofpark, St. Anna und Zentral), sechs Primarschulhäuser (Feldmatt, Höfli, Innerschachen, Sagen, Zentral, Rudolf Steiner Schule Luzern) und die Sekundarschule Wydenhof, ebenfalls befindet sich das private Gymnasium St. Klemens in Ebikon. Öffentliche Mittelschulen und die Universität können in der Nachbargemeinde Luzern besucht werden.

### Lernende mit Schulort Ebikon
| Schuljahr (2022/2023) | Kindergarten | Primarschule | Sekundarstufe, alle Niveaus | Sekundarstufe, alle Niveaus | Gesamthaft |
| --------------------- | ------------ | ------------ | --------------------------- | --------------------------- | ---------- |
| Abteilungen           | 16           | 46           | 24                          | 1                           | 87         |
| Lernende              | 305          | 853          | 407                         | 18                          | 1583       |

aus der Gemeinde und Nachbargemeinden; Quelle LUSTAT

### Lernende mit Wohnort Ebikon
| Schuljahr (2022/2023) | Kindergarten | Primarschule | Gymnasium | Sekundarstufe, Niveau A/B | Sekundarstufe, Niveau C/D | Integrierte Sekundarschule | Sonderschule | Gesamthaft |
| --------------------- | ------------ | ------------ | --------- | ------------------------- | ------------------------- | -------------------------- | ------------ | ---------- |
| Lernende              | 311          | 869          | 86        | 200                       | 114                       | 14                         | 16           | 1610       |

in der Gemeinde wohnhaft; Quelle LUSTAT

## Partnergemeinde
Partnergemeinde ist die Walliser Gemeinde Embd.

## Sehenswürdigkeiten
Das wohl markanteste Gebäude in Ebikon ist der Testturm der Aufzugsfabrik Schindler.

## Bilder

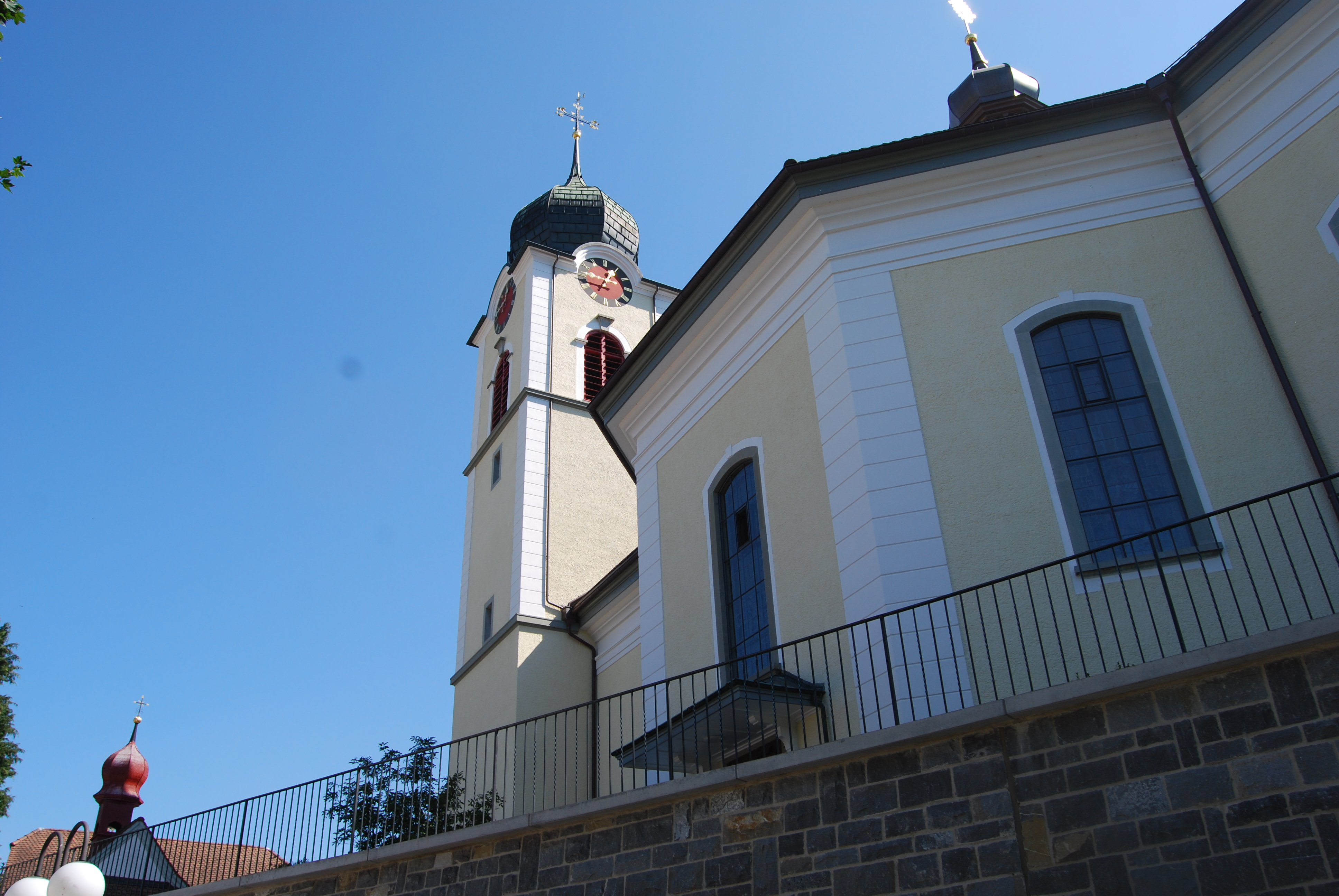
Pfarrkirche Unserer Lieben Frau
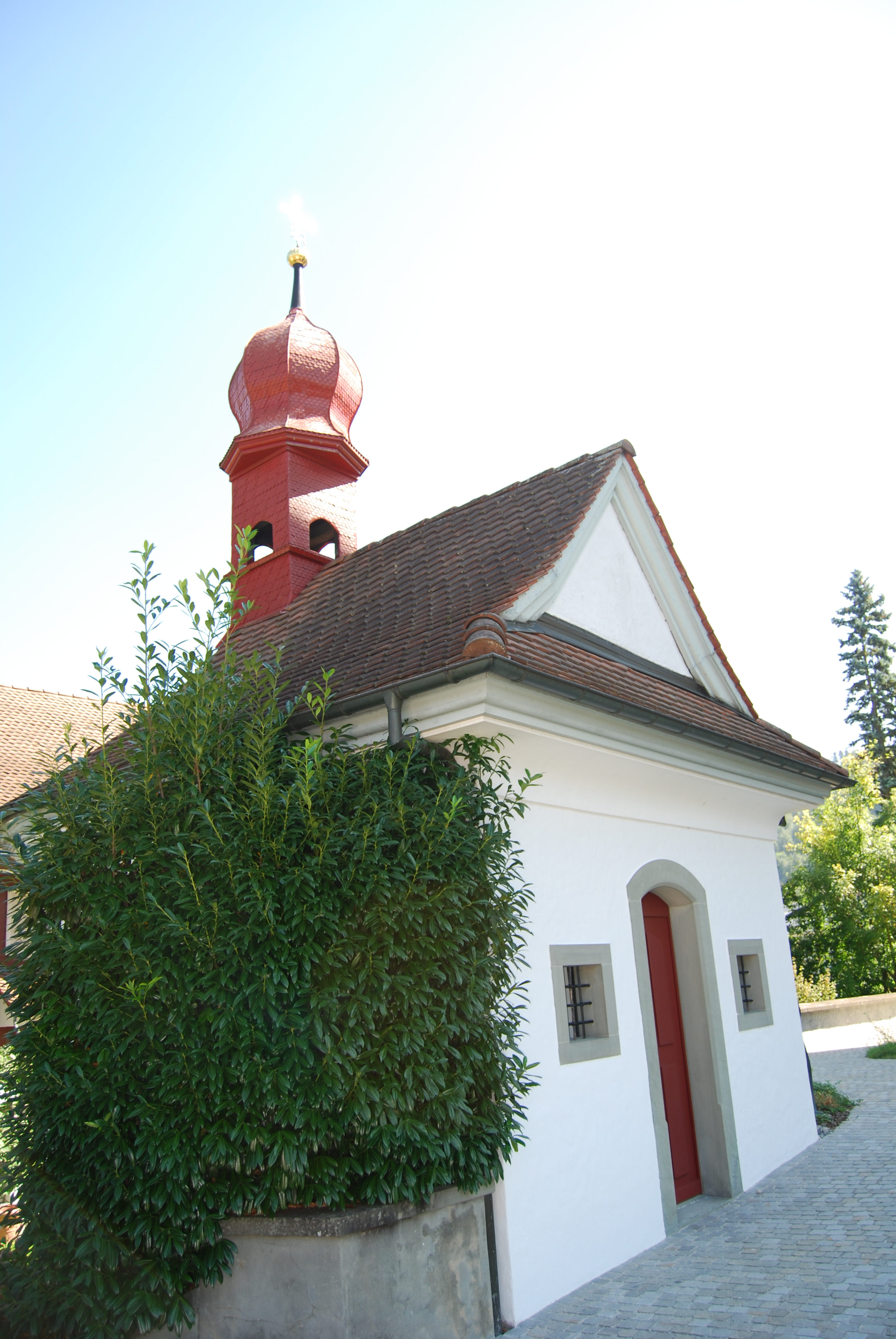
Beinhaus der Pfarrkirche
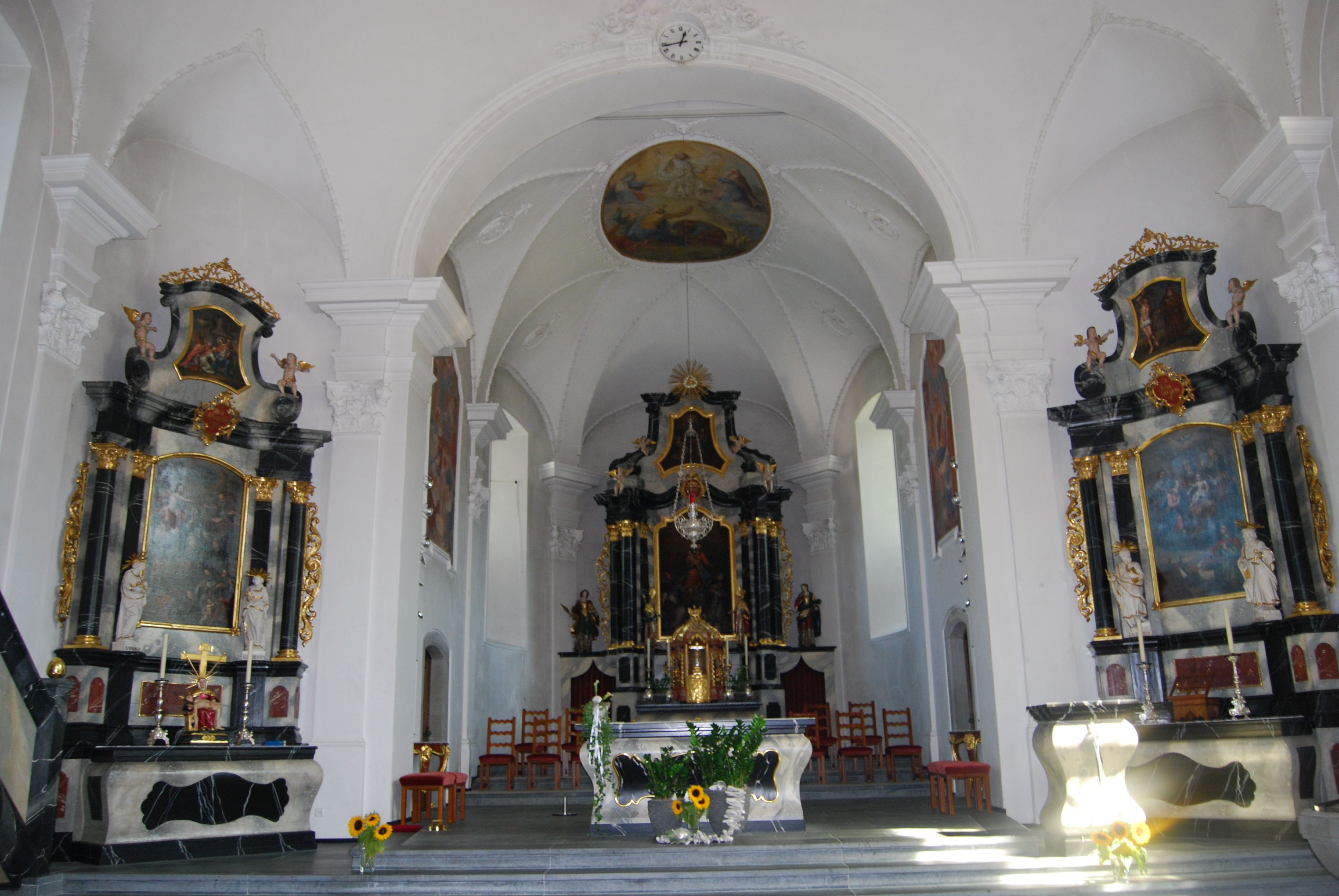
Innenansicht der Kirche
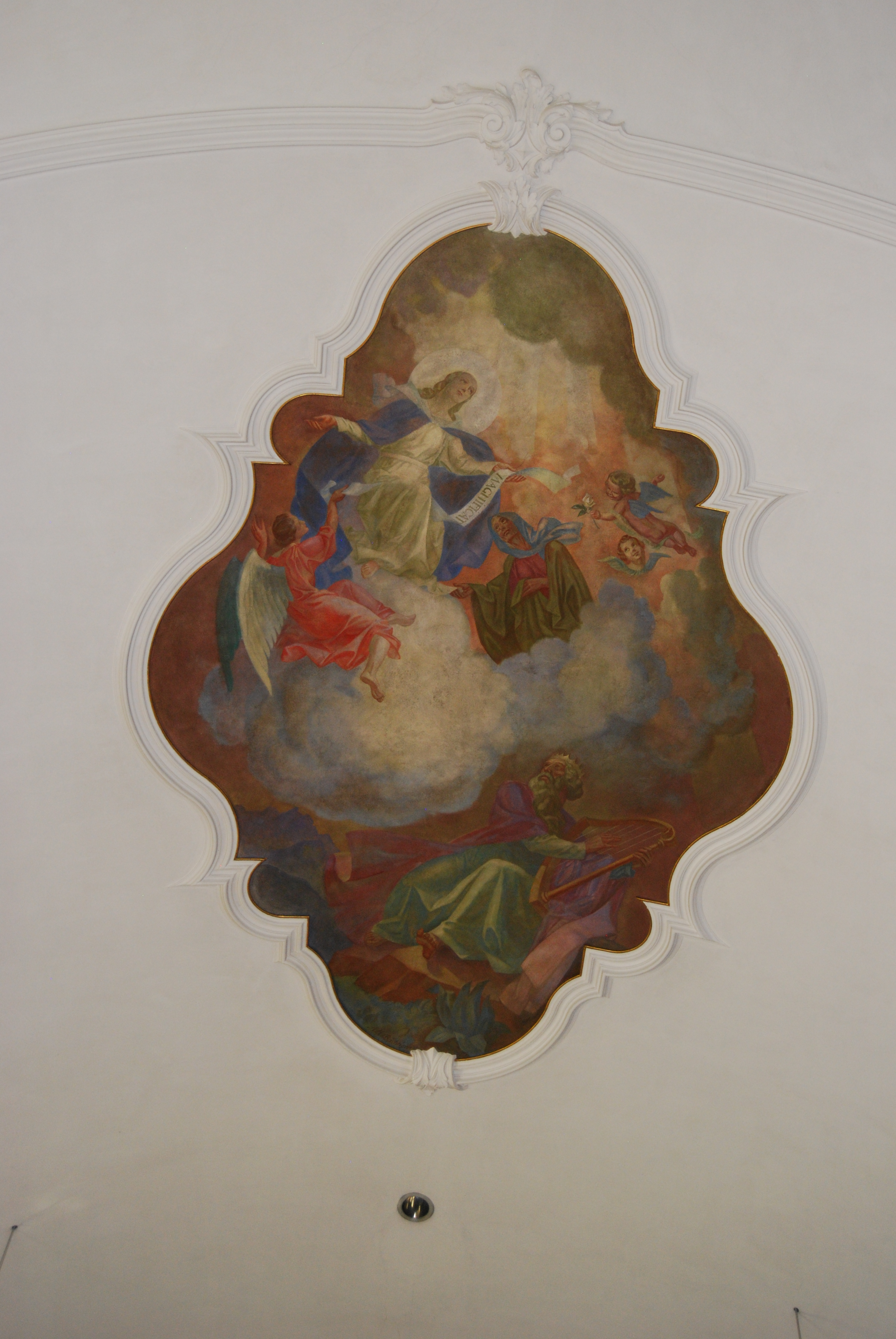
Deckenfresko in der Pfarrkirche
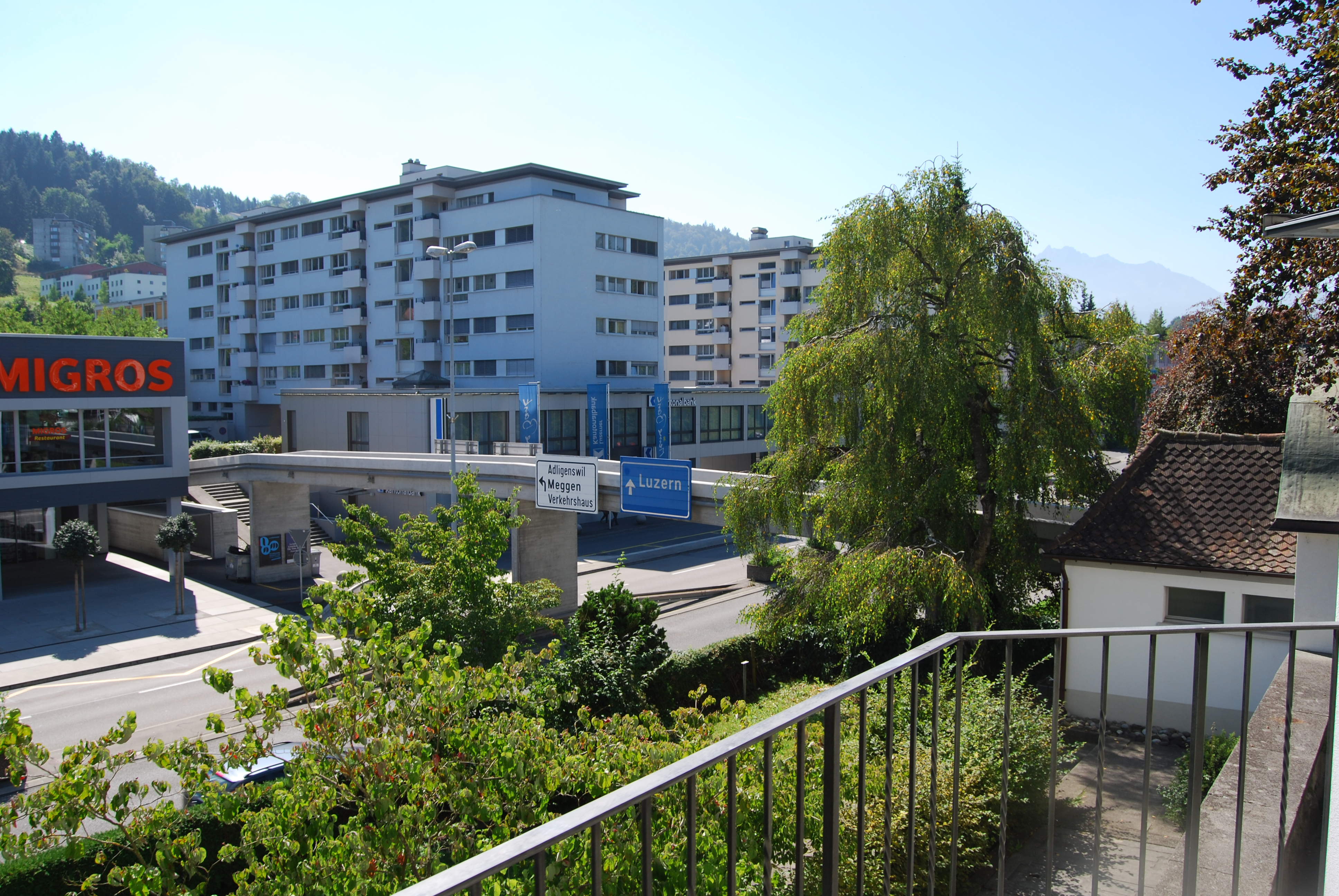
Luzernerstrasse
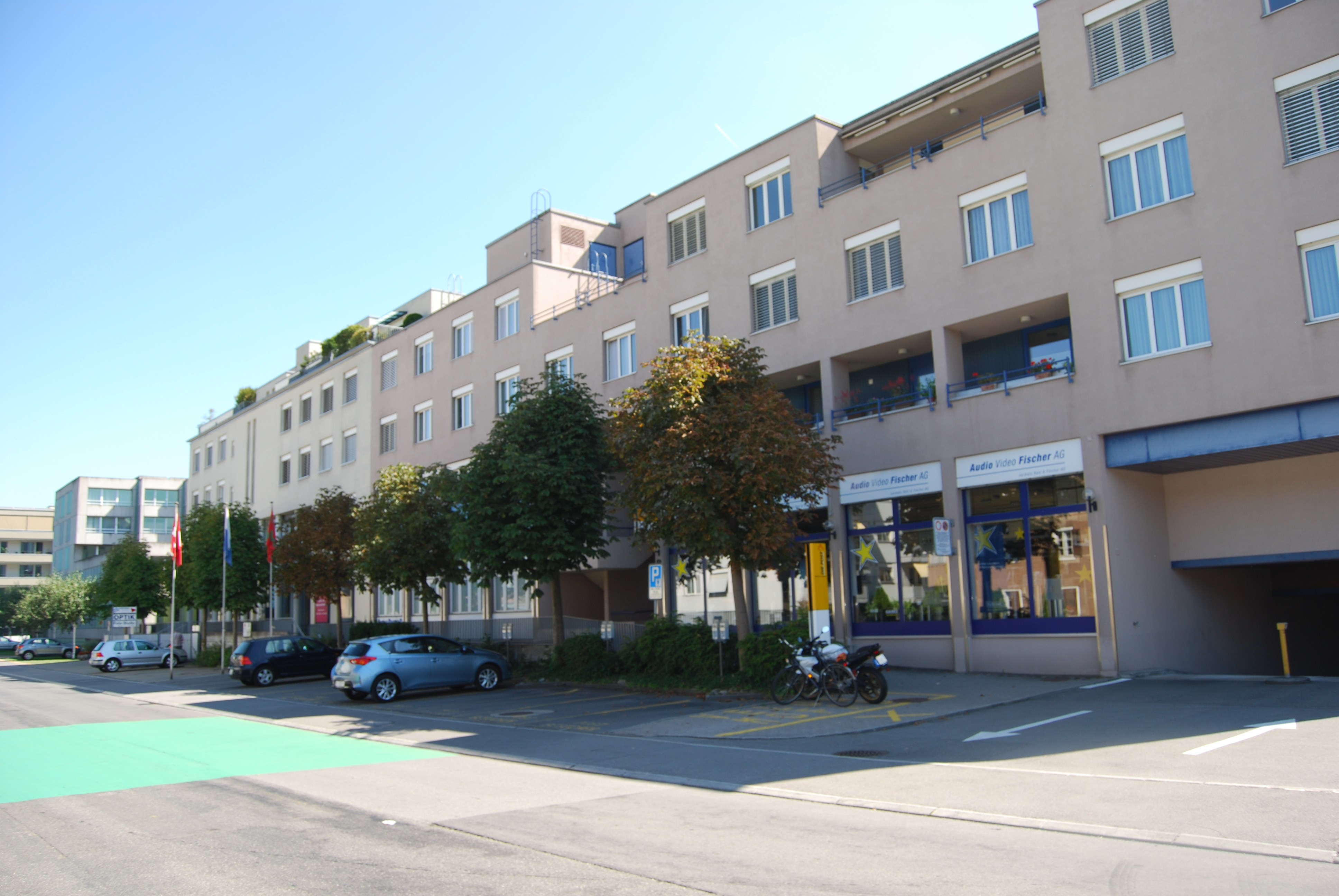
Post
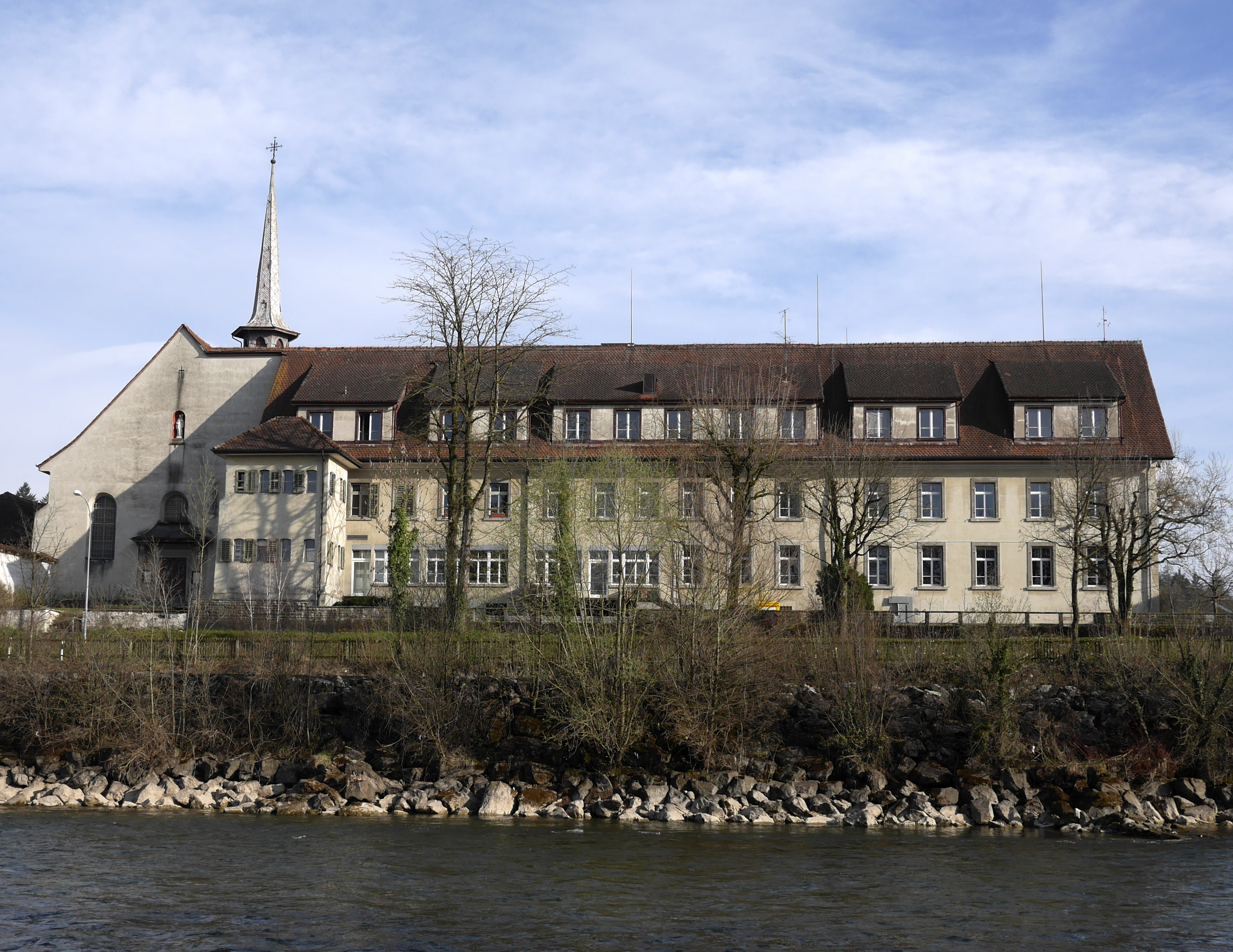
Rathausen